# Soon (песня The Cars)
Soon (с англ. — «Скоро») — песня американской рок-группы The Cars, четвёртый трек с альбома Move Like This.

## О песне
Песня была написана и спета вокалистом, ритм-гитаристом и автором песен Риком Окасеком. Продюсером выступил Джекнайф Ли, это одна из пяти песен с альбома, спродюсированных Ли.
Это одна из немногих песен The Cars, в записи которой не участвовал басист и вокалист группы Бенджамина Орра, так как она была записана и выпущена после его смерти в 2000 году.

## Участники записи

### The Cars
- Рик Окасек — ведущий и бэк-вокал, гитары, клавишные
- Эллиот Истон — гитары, бэк-вокал
- Грег Хоукс — клавишные, гитары, бас-гитара, бэк-вокал
- Дэвид Робинсон — ударные, перкуссия, бэк-вокал

### Дополнительный персонал
- Джекнайф Ли — дополнительный бас, продюсер
- Рич Кости — сведение
- Чарли Ставиш — звукорежиссёр
- Владо Меллер — мастеринг
- Сэм Белл — звукорежиссёр
- Крис Оуэнс — ассистент звукорежиссёра
- Ванесса Парр — ассистент звукорежиссёра
- Джаред Скотт — сведение